# Juan José Omella Omella

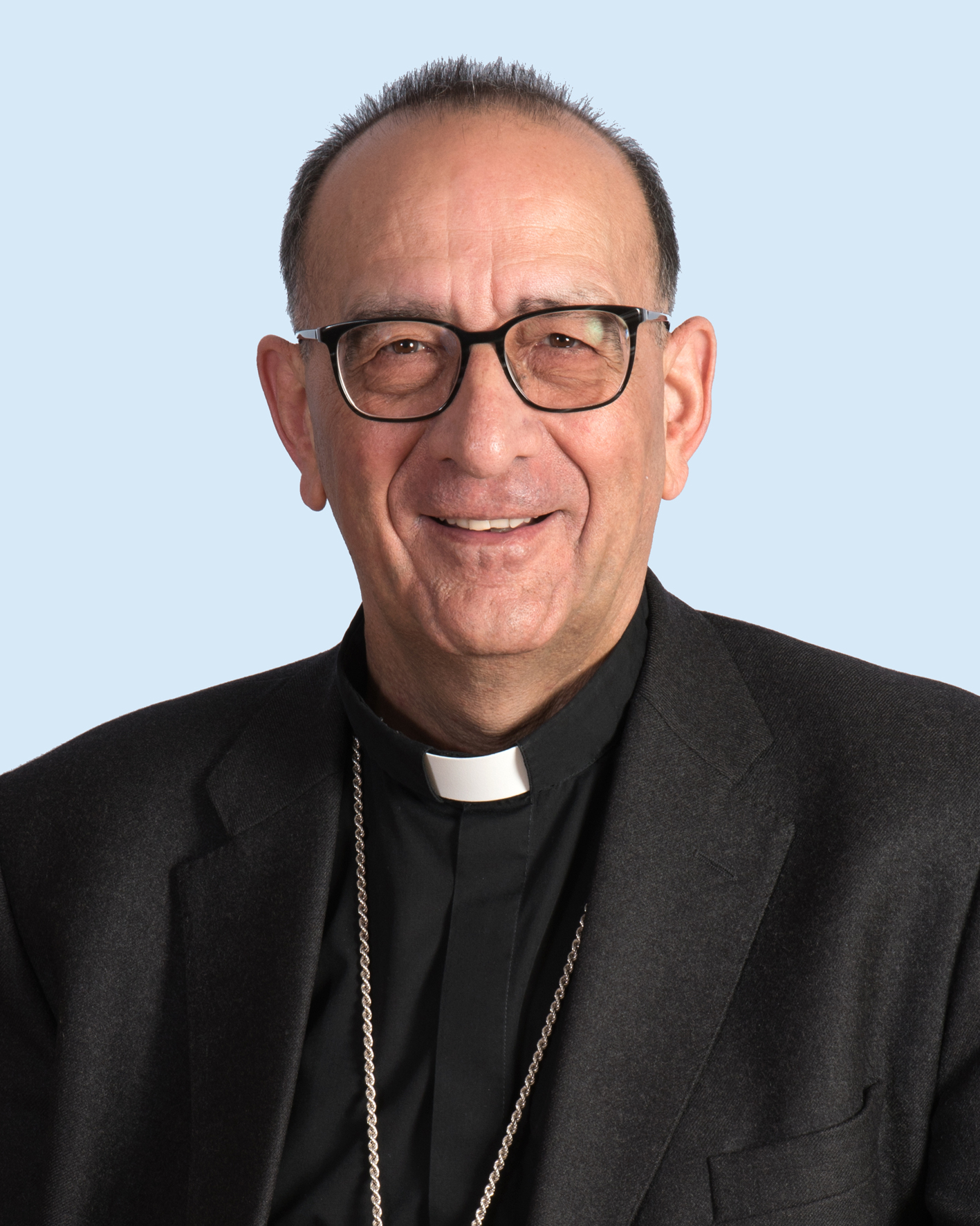
Erzbischof Juan José Omella Omella (2017)

Kardinalswappen

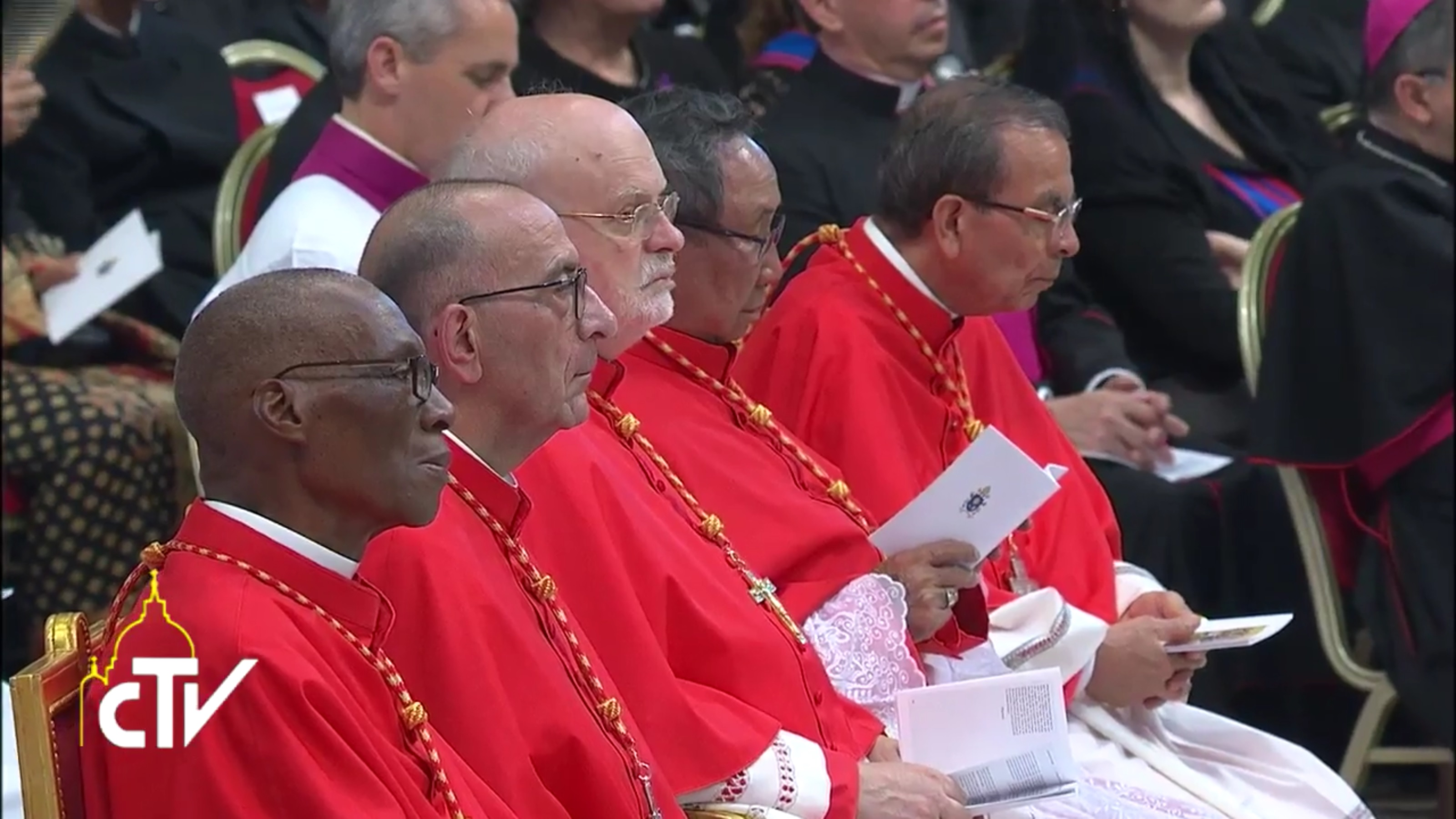
Kardinal Omella (2. von links) am Tag seiner Kardinalskreierung (Juni 2017)

Juan José Kardinal Omella Omella (* 21. April 1946 in Cretas, Spanien) ist ein spanischer Geistlicher und Erzbischof von Barcelona. Von 2020 bis 2024 war er Vorsitzender der Spanischen Bischofskonferenz.

## Leben
Juan José Omella Omella studierte Philosophie und Theologie am Diözesanseminar von Saragossa und an den Ausbildungszentren der Weißen Väter in Löwen und Jerusalem. Am 20. September 1970 empfing er das Sakrament der Priesterweihe für das Erzbistum Saragossa und war dort zunächst als Vikar und Pfarrer tätig. Nach verschiedenen Tätigkeiten unter anderem als Missionar in Zaire wurde er 1990 Bischofsvikar für die Stadt Saragossa.
Am 15. Juli 1996 ernannte ihn Papst Johannes Paul II. zum Titularbischof von Sasabe und zum Weihbischof in Saragossa. Der Erzbischof von Saragossa, Elías Yanes Álvarez, spendete ihm am 22. September desselben Jahres die Bischofsweihe; Mitkonsekratoren waren der Weihbischof in Saragossa, Carmelo Borobia Isasa, und der Bischof von Jaca, José María Conget Arizaleta.
Am 29. Oktober 1999 ernannte ihn Johannes Paul II. zum Bischof von Barbastro-Monzón. Am 8. April 2004 erfolgte die Ernennung zum Bischof von Calahorra y La Calzada-Logroño.
Papst Franziskus berief ihn am 6. November 2014 zum Mitglied der Kongregation für die Bischöfe.
Am 6. November 2015 ernannte ihn Papst Franziskus zum Erzbischof von Barcelona. Die Amtseinführung fand am 26. Dezember desselben Jahres statt.
Juan José Omella engagiert sich für zahlreiche soziale Projekte im Heiligen Land. Er ist Großoffizier des Ritterordens vom Heiligen Grab zu Jerusalem. Kardinal-Großmeister Edwin Frederick O’Brien ernannte ihn zum 6. November 2015 in Nachfolge von Lluís Kardinal Martínez Sistach zum Großprior der Statthalterei Spanien-Orient des Päpstlichen Laienordens.
Im Konsistorium vom 28. Juni 2017 nahm ihn Papst Franziskus als Kardinalpriester mit der Titelkirche Santa Croce in Gerusalemme in das Kardinalskollegium auf. Die Besitzergreifung seiner Titelkirche fand am 21. Januar des folgenden Jahres statt.
Am 23. Dezember 2017 bestätigte ihn der Papst als Mitglied der Kongregation für die Bischöfe und ernannte ihn zum Mitglied der Apostolischen Signatur.
In der Spanischen Bischofskonferenz war Omella von 2002 bis 2008 und erneut zwischen 2014 und 2017 Präsident der Kommission für die Pastoral, bereits seit 1996 gehörte er dieser Kommission an. 2017 wurde er Mitglied des Exekutivkomitees der Bischofskonferenz. Im März 2020 wurde er für die bis 2024 andauernde Amtszeit zum Vorsitzenden der Spanischen Bischofskonferenz gewählt. Bei der Wahl 2024 trat er aus Altersgründen nicht erneut an.
Am 7. März 2023 wurde er von Papst Franziskus in den Kardinalsrat berufen. Im Oktober 2024 nahm Kardinal Omella an der XVI. ordentlichen Generalversammlung der Bischofssynode teil. Nach dem Tod von Papst Franziskus nahm er am Konklave 2025 teil, das Leo XIV. wählte.